# Chrysogonus von Aquileia

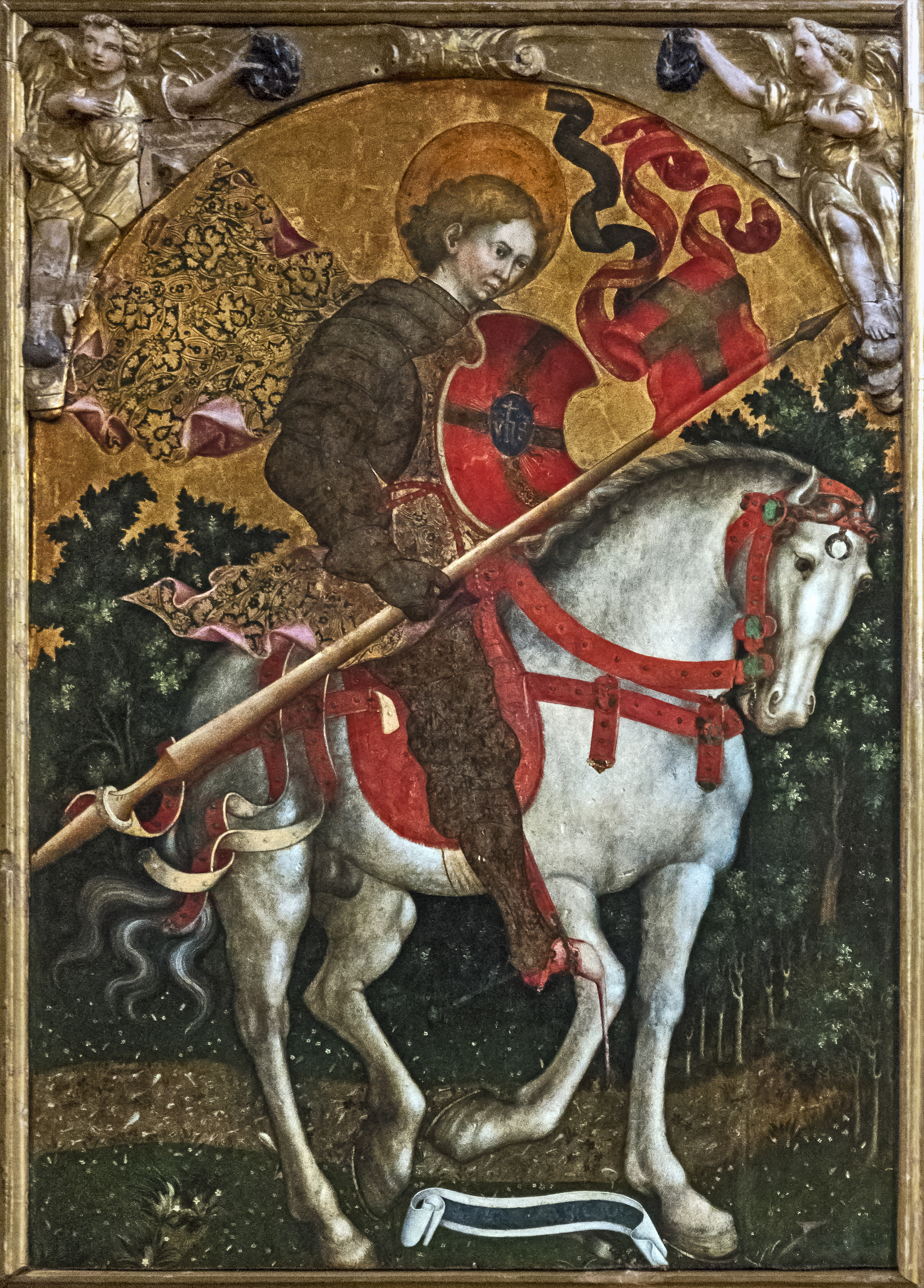
Hl. Chrysogonus von Aquileia (Michele Giambono, San Trovaso, Venedig)

Chrysogonus von Aquileia (italienisch Crisogono, kroatisch Sveti Krševan, serbisch-kyrillisch Хрисогон Никејски; † um 303 in Aquileia) gilt als ein frühchristlicher Märtyrer. Er wird in der römisch-katholischen und der griechisch-orthodoxen Kirche als Heiliger verehrt und im Kanon des ersten Hochgebets und im Hochgebet des ambrosianischen Ritus genannt.

## Leben
In der Heiligengestalt fließen die Überlieferungen zu zwei gleichnamigen Personen zusammen: einer in Rom verehrten und einer in Aquileja verorteten. Dass Chrysogonus Bischof des Bistums Aquileia war, ist geschichtlich nicht belegt. Um die Gestalt des Chrysogonos bildeten sich mehrere Legenden.
Er gilt als Erzieher und Seelenführer der heiligen Anastasia († 304), die ebenfalls im ersten Hochgebet genannt wird, und als geistlicher Freund ihrer Mutter. Er war lange ein Gefangener des Kaisers Diokletian (284–305) und wurde von der heiligen Anastasia mit Nahrungsmitteln versorgt. Um 303 ließ ihn der Kaiser von Rom nach Aquileia bringen. Dort bot er ihm eine herausragende Stellung an und machte zur Bedingung, dass Chrysogonus seinem christlichen Glauben entsagen solle.
Chrysogonus lehnte diese Forderung ab und widersetzte sich dem Kaiser. In der Zeit der diokletianischen Christenverfolgung wurde Chrysogonus auf Geheiß des Kaisers enthauptet. Seine körperlichen Überreste warf man ins Meer, der Überlieferung zufolge wurden sie jedoch von Fischen zurück an das Ufer geschoben. Hier wurden sie von einem Mönch namens Zoilus eingesammelt und beigesetzt. Später wurden seine Reliquien in die ihm geweihte Kirche in Zadar überführt.

## Verehrung
Bezeugt ist, dass an einem 24. November Anfang des 4. Jahrhunderts eine der ältesten Kirchen Roms, die ihm geweihte Kirche San Crisogono in Trastevere, über einer alten Aula errichtet und 499 Chrysogonus als Stifter zugeschrieben wurde. Ab dem Jahr 595 wurde er als Heiliger bezeichnet. Im Martyrologium Hieronymianum wird Chrysogonus benannt und auf den Mosaiken in Sant’Apollinare Nuovo in Ravenna dargestellt. Die ihm geweihte Kirche wurde zur Basilika ausgebaut, von Papst Gregor III. (731–741) weiter ausgestattet und im Jahr 1127 vergrößert.

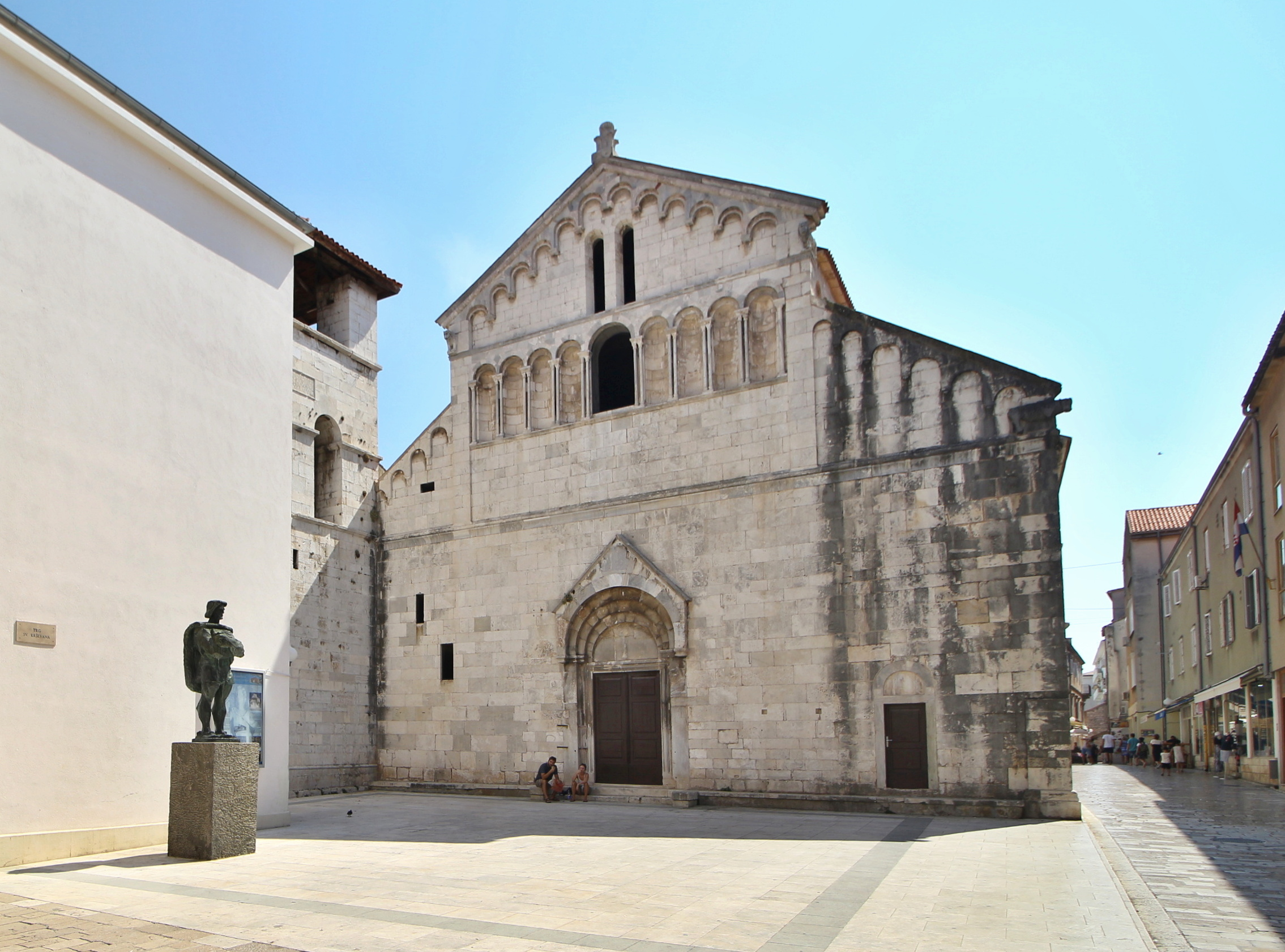
Kirche des Hl. Chrysogonus in Zadar

Die Reliquien des Heiligen wurden im 11. Jahrhundert nach Verona überführt und dann in das Kloster Tegernsee gebracht. Gemeinsam mit den sogenannten „Tegernseer Patronen“, Kastor (Castorius) aus Pannonien und Quirinus, werden sie in der früheren Abteikirche St. Quirinus verehrt. Der Gedenktag des hl. Chrysogonus in der katholischen und orthodoxen Kirche ist der 24. November bzw. der 22. Dezember.

## Darstellung
In der Kunst wird er als jugendlicher Ritter mit dem IHS dargestellt, als Attribute sind ihm ein Schwert oder eine Axt sowie Fische beigefügt, sein Name bedeutet „der Goldgeborene“. Als einer von drei Schutzpatronen der Stadt Hannover wurde er bereits um das Jahr 1290 auf einem Relief dargestellt, das sich heute in der Gartenkirche St. Marien befindet.